# ドレスデン中央駅

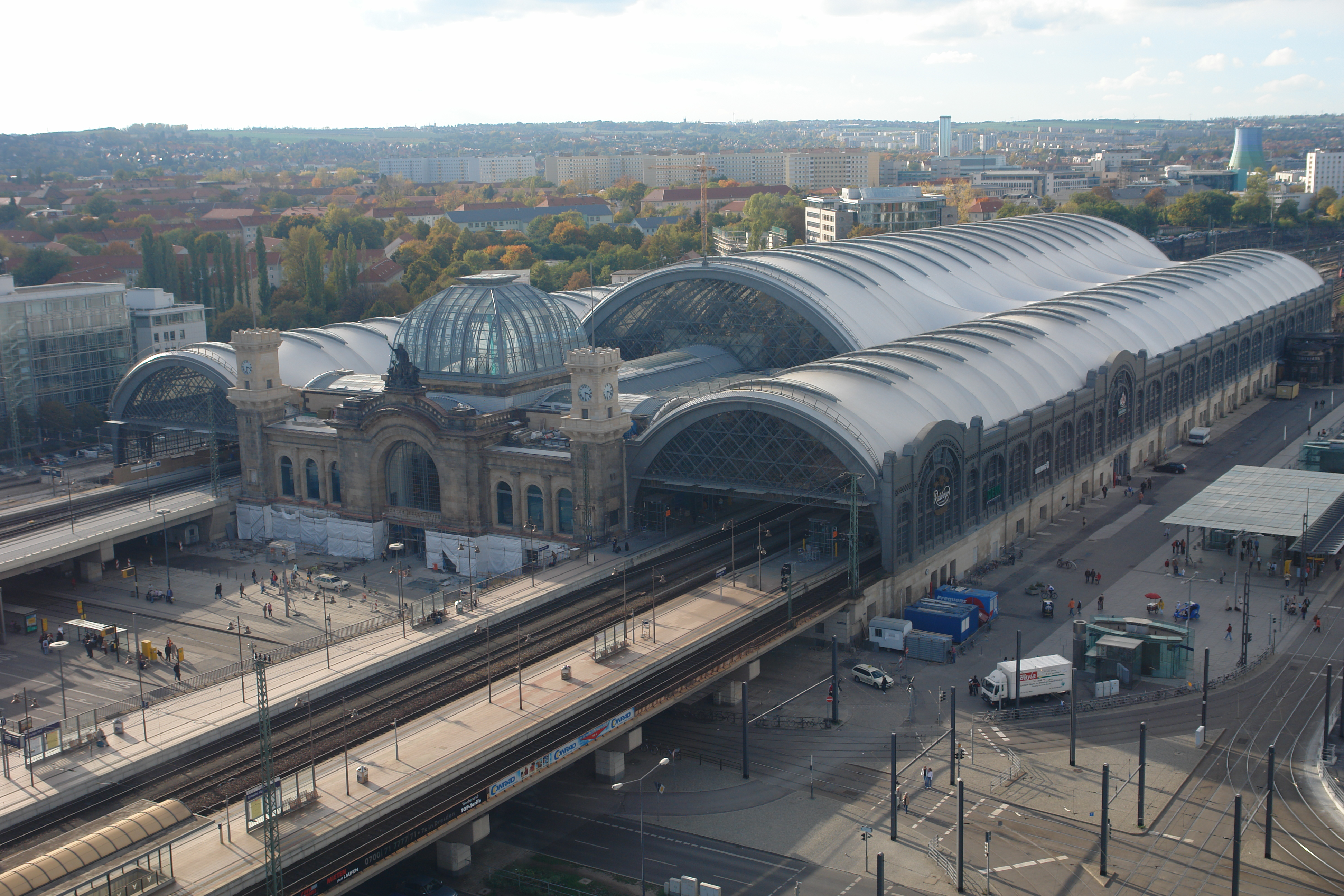
ドレスデン中央駅

ドレスデン中央駅（ドレスデンちゅうおうえき、Dresden Hauptbahnhof）は、ドイツ・ザクセン州の主要都市ドレスデンにある鉄道駅である。1892年から1897年の間に市街地の南端に建てられ、市の発展に重要な役割を果たした。

## 概要
ドイツの鉄道駅の分類ではカテゴリ1に属する。大多数の優等列車はドレスデン=ノイシュタット駅と当駅の両方に停車する。
地上部に頭端式ホームと駅舎を、それを挟んだ両脇に高架通過式ホームを配した独特のデザインを持つ。このデザインは当駅を開設する際に行われたデザインコンペティションにより採用されたもので、中央駅に接続された各路線へ十分な容量を確保する目的であった。

## 歴史
ドレスデン中央駅は、ベルリン、プラハ、ニュルンベルクとの間に直通列車を持つ。1897年、市の南にあった3つの駅に置き換わる形で開業した。駅舎は1945年2月に開始されたドレスデン爆撃によって損傷した。終戦後に再建が開始され、東ドイツの重要な駅のひとつとなった。2000年より大規模な再建が行われている。主要なトレインホールや屋根などは完成した。2008年にはすべての工事を完了する予定であったが、2010年現在も部分的に工事は続いている。2002年8月、ヴァイサリッツ川の氾濫による浸水で駅舎は被害を受けた。入り口のホールや低層のプラットホームは、泥水により1メートル程上昇してしまった。ドレスデン近郊の多くの線路が損傷を受け、1ヶ月のあいだ駅は閉鎖されたが、駅の再建計画への影響は一時的なものであった。

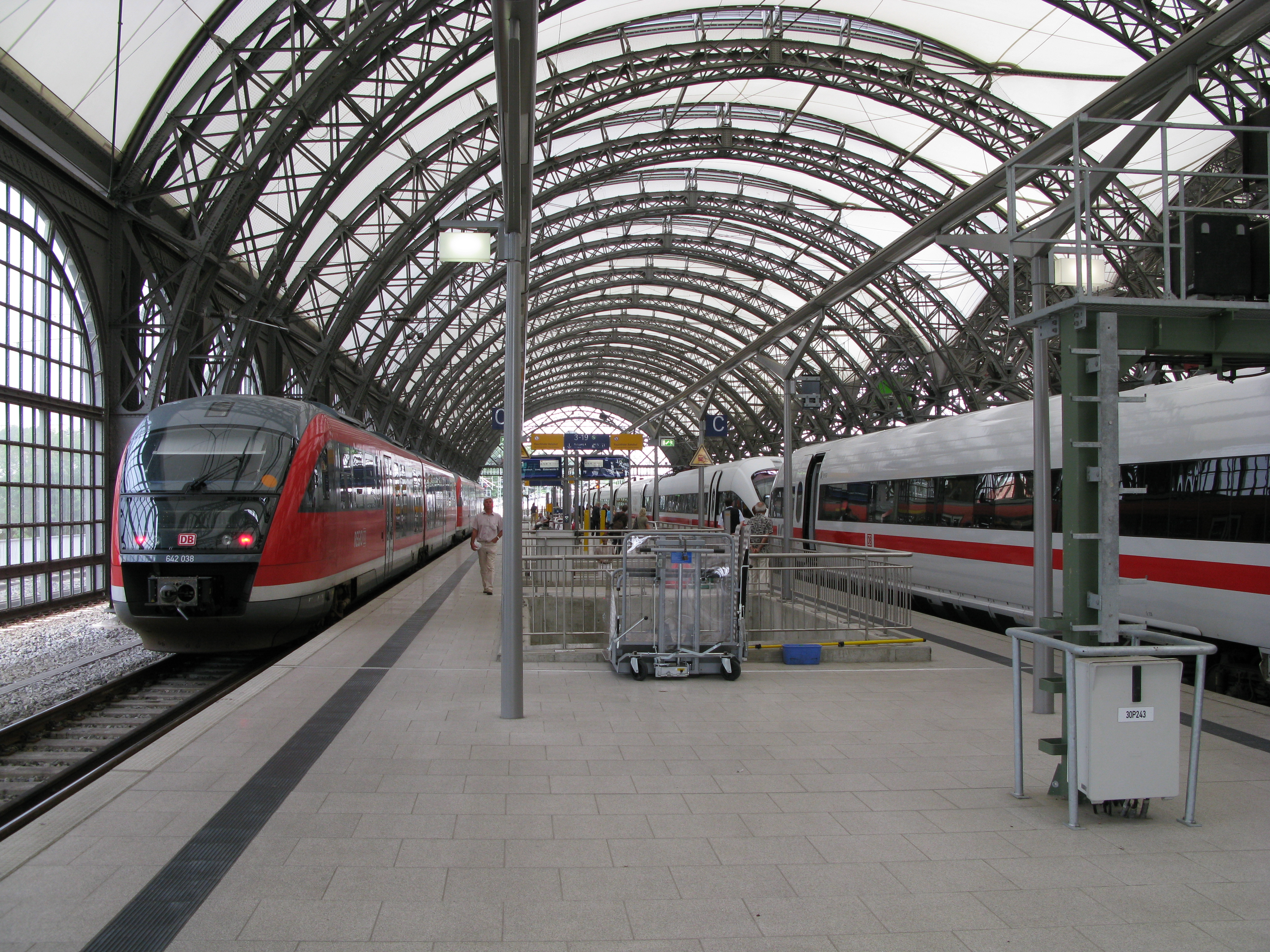
改装後のプラットフォーム

## 路線
- ベルリン-ドレスデン線
- ジェチーン-ドレスデン＝ノイシュタット線

## 駅データ
- DB駅コード: DH
- 駅カテゴリー　1

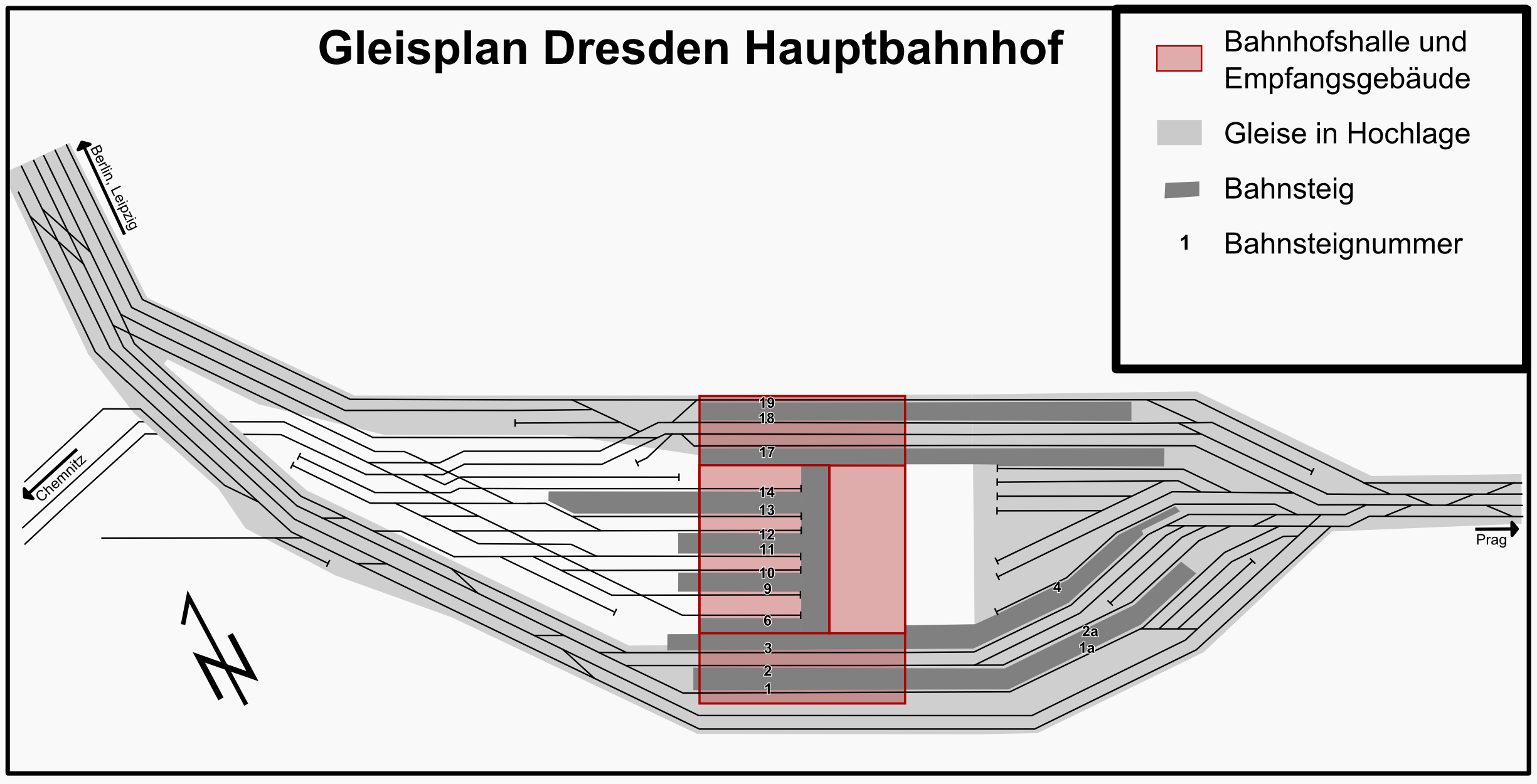
ドレスデン中央駅配線図。灰色部分が高架

- 線路の数：18　（そのうち7つは地上部の頭端式ホームの線路）
- 1日あたりの列車数：約600
- 1日あたりの乗客数：約50000人